# Liste der Studenten- und Schülerverbindungen in Rosenheim

Zeitgenössische Couleurkarte der Studiengenossenschaft Rosenheim (1923)

Die Liste der Studenten- und Schülerverbindungen in Rosenheim verzeichnet die aktiven, suspendierten und erloschenen Studenten- und Schülerverbindungen in der oberbayerischen Stadt Rosenheim. Die Studentenverbindungen sind an der Technischen Hochschule Rosenheim und die Schülerverbindungen an den Rosenheimer Gymnasien ansässig.
Bis zum Zweiten Weltkrieg gab es insgesamt mindestens 16 Korporationen an den unterschiedlichen Schulen und dem Holztechnikum Rosenheim. Nach dem Zweiten Weltkrieg wurden zunächst nur die Abituria Oberrealschule und die TWV Teutonia reaktiviert. In der zweiten Hälfte des 20. Jahrhunderts wurde die Abituria inaktiv. 1984 kam mit der KTV Winfridia Frankenhausen eine neue Verbindung nach Rosenheim, die bis 2007 mit der TWV Teutonia als aktive Verbindung koexistierte und seitdem ebenfalls inaktiv ist. Die jüngste Verbindung ist SV Absolvia, die sich in der Tradition der spätestens 1899 gegründeten, gleichnamigen Schülerverbindung des Humanistischen Gymnasiums Rosenheim sieht und 2011 mit Hilfe der TWV Teutonia reaktiviert wurde.

## Studentenverbindungen
Neben der Teutonia gab es in Rosenheim ehemals mindestens sieben weitere Studentenverbindungen unterschiedlicher korporativer Ausrichtung und Dachverbände. Zu den in der Tabelle aufgeführten kommen noch die TV Eichenhorst sowie die Landsmannschaft Helvetia hinzu. Erstere wurde durch sechs Studenten am 1. Juli 1925 mit den Farben Schwarz-Weiß-Grün gegründet und am 27. November 1925 feierlich mit der TWV Teutonia vereinigt. Die Helvetia wurde im Wintersemester 1930/31 als Verbindung mit klassischem Landsmannschaftlichem Charakter von Schweizer Studenten gegründet und bestand nur wenige Semester lang. Alle Studentenverbindungen inkorporier(t)en ihre Mitglieder an der TH Rosenheim bzw. an deren Vorgängern, der HS Rosenheim, der FH Rosenheim und dem Holztechnikum Rosenheim. Neben diesen Studentenverbindungen existierte in der ersten Hälfte des 20. Jahrhunderts auch ein Corpsphilisterverband des KSCV. Darüber hinaus ist seit 1926 der CHTR ("Club Hochschule und Fachschule Rosenheim", ehemals Club Holztechnikum Rosenheim) aktiv, der sich jedoch nicht als Studentenverbindung, sondern als zwanglose kameradschaftliche Vereinigung von Studenten sieht.

### Aktive Verbindungen
| Name         | Gründung      | Farben           | Wappen                               | Zirkel                               | Verband              | Fechtfrage     | Mitglieder | Status | Anmerkungen                           |
| ------------ | ------------- | ---------------- | ------------------------------------ | ------------------------------------ | -------------------- | -------------- | ---------- | ------ | ------------------------------------- |
| TWV Teutonia | 10. Juli 1925 | schwarz-grün-rot | Wappen der TWV Teutonia zu Rosenheim | Zirkel der TWV Teutonia zu Rosenheim | ohne (bis 1974 BDIC) | nichtschlagend | Männer     | aktiv  | Teutonenkeller (Schmettererstraße 20) |

f.f. = farbenführend, ansonsten farbentragend

### Inaktive und erloschene Verbindungen
| Name                            | Gründung        | Farben             | Wappen                                                   | Zirkel                                                   | Verband      | Fechtfrage     | Mitglieder | Status              | Anmerkungen |
| ------------------------------- | --------------- | ------------------ | -------------------------------------------------------- | -------------------------------------------------------- | ------------ | -------------- | ---------- | ------------------- | --- |
| Freie Burschenschaft Balduria   | Sommer 1920     | schwarz-weiß-rot   | Wappen der Freien Burschenschaft Balduria zu Rosenheim   | Zirkel der Freien Burschenschaft Balduria zu Rosenheim   | verbandsfrei | unbekannt      | Männer     | aufgelöst (um 1935) | ohne Wurde bereits mehrere Jahre vor Gründung des Holztechnikums gestiftet |
| KTV Winfridia Frankenhausen     | 20. August 1926 | violett-silber-rot | Wappen der KTV Winfridia Frankenhausen zu Rosenheim      | Zirkel der KTV Winfridia Frankenhausen zu Rosenheim      | TCV          | nichtschlagend | Männer     | inaktiv (seit 2007) | ohne Gegründet in Bad Frankenhausen, 1962 wiedergegründet in Hannover und 1984 nach Rosenheim verzogen. Seit etwa 2007 inaktiv. |
| Freie Burschenschaft Chiemgovia | 19. Mai 1927    | grün-schwarz-gold  | Wappen der Freien Burschenschaft Chiemgovia zu Rosenheim | Zirkel der Freien Burschenschaft Chiemgovia zu Rosenheim | verbandsfrei | unbekannt      | Männer     | aufgelöst (um 1935) | ohne völkisch-nationale Bewegung |
| TV Alemannia                    | 1. Mai 1930     | grün-rot-silber    |                                                          | Zirkel der TV Alemannia zu Rosenheim                     | verbandsfrei | unbekannt      | Männer     | aufgelöst (1933)    | ohne Als Aenania am 1. Mai 1930 durch die Direktion des Holztechnikums genehmigt worden. Anfang Juli 1930 Umbenennung in Alemannia. Die Auflösung, begründet durch mangelnden Nachwuchs, erfolgte 1933. Es existieren konstitutionelle und personelle Überschneidungen zum CHTR. |

f.f. = farbenführend, ansonsten farbentragend

## Schülerverbindungen
Insbesondere bis zum Zweiten Weltkrieg verfügte Rosenheim über ein blühendes Pennälerverbindungsleben. An allen bildenden Anstalten gab es Schülerverbindungen; an manchen auch mehrere. Von den drei Verbindungen des ehemaligen Humanistischen Gymnasiums, dem heutigen Ignaz-Günther-Gymnasium war mindestens eine schlagend. Erwähnenswert sind zudem die drei Mädchenverbindungen die in dieser Anzahl, für eine Kleinstadt, wie Rosenheim es damals war, keine Selbstverständlichkeit waren.

### Aktive Verbindungen
| Name               | Gründung | Farben        | Wappen                              | Zirkel                              | Verband      | Fechtfrage     | Mitglieder | Status                   | Anmerkungen                                                                             |
| ------------------ | -------- | ------------- | ----------------------------------- | ----------------------------------- | ------------ | -------------- | ---------- | ------------------------ | --------------------------------------------------------------------------------------- |
| Absolvia Rosenheim | vor 1899 | weiß-rot-weiß | Wappen der SV Absolvia zu Rosenheim | Zirkel der SV Absolvia zu Rosenheim | verbandsfrei | nichtschlagend | Männer     | aktiv (reaktiviert 2011) | ohne Korporationshaus (Veranstaltungen finden in diversen Gaststätten Rosenheims statt) |

f.f. = farbenführend, ansonsten farbentragend

### Inaktive und erloschene Verbindungen
| Name                                                                              | Gründung | Farben                                     | Wappen                                 | Zirkel                                                        | Verband      | Fechtfrage     | Mitglieder | Status                     | Anmerkungen                                          |
| --------------------------------------------------------------------------------- | -------- | ------------------------------------------ | -------------------------------------- | ------------------------------------------------------------- | ------------ | -------------- | ---------- | -------------------------- | ---------------------------------------------------- |
| Realabsolvia Rosenheim                                                            | vor 1911 | weiß-grün-weiß                             | Wappen der Realabsolvia zu Rosenheim   | Zirkel der Realabsolvia zu Rosenheim                          | verbandsfrei | unbekannt      | Männer     | aufgelöst (um 1938)        | Oberrealschule Rosenheim                             |
| Abituria Oberrealschule Rosenheim                                                 | vor 1914 | unbekannt                                  | unbekannt                              | Zirkel der Abituria Oberrealschule zu Rosenheim               | verbandsfrei | unbekannt      | Männer     | aufgelöst (nach 1947)      | Oberrealschule Rosenheim                             |
| Absolvia Mädchenmittelschule Rosenheim                                            | vor 1929 | \| \| \| \| \| \| \| \| \| \| rot-weiß-rot | unbekannt                              | Zirkel der Absolvia Mädchenmittelschule zu Rosenheim          | verbandsfrei | nichtschlagend | Frauen     | aufgelöst (vmtl. um 1938)  | Mädchenmittelschule (heutige MRS)                    |
| Absolvia Minor Rosenheim                                                          | 1931     | schwarz-weiß-rot                           | Wappen der Absolvia Minor zu Rosenheim | Zirkel der Absolvia Minor zu Rosenheim                        | verbandsfrei | unbekannt      | Männer     | aufgelöst (nach 1940)      | Humanistisches Gymnasium Rosenheim                   |
| Abituria Humanistisches Gymnasium Rosenheim                                       | vor 1932 | weiß-rot-weiß                              | unbekannt                              | Zirkel der Abituria Humanistisches Gymnasium zu Rosenheim     | verbandsfrei | unbekannt      | Männer     | aufgelöst (vmtl. um 1938)  | Humanistisches Gymnasium Rosenheim                   |
| Absolvia Städtisches Lyzeum Rosenheim                                             | vor 1932 | weiß-grün-weiß                             | unbekannt                              | Zirkel der Absolvia Städtisches Lyzeum zu Rosenheim           | verbandsfrei | nichtschlagend | Frauen     | aufgelöst (vmtl. um 1938)  | Städtisches Lyzeum Rosenheim                         |
| Absolvia Städtische Haustöchterschule Rosenheim                                   | 1935     | rot-weiß-rot                               | unbekannt                              | Zirkel der Absolvia Städtische Haustöchterschule zu Rosenheim | verbandsfrei | nichtschlagend | Frauen     | aufgelöst (vmtl. um 1938)  | Städtische Haustöchterschule Rosenheim (heutige MRS) |
| Absolvia Oberrealschule Rosenheim (auch Kriegs-Absolvia Oberrealschule Rosenheim) | 1940     | unbekannt (vmtl. weiß-rot-weiß)            | unbekannt                              | Zirkel der Absolvia Oberrealschule zu Rosenheim               | verbandsfrei | unbekannt      | Männer     | aufgelöst (vmtl. vor 1945) | Oberrealschule Rosenheim                             |
|                                                                                   |          |                                            |                                        |                                                               |              |                |            |                            |                                                      |
|                                                                                   |          |                                            |                                        |                                                               |              |                |            |                            |                                                      |
|                                                                                   |          |                                            |                                        |                                                               |              |                |            |                            |                                                      |
|                                                                                   |          |                                            |                                        |                                                               |              |                |            |                            |                                                      |
|                                                                                   |          |                                            |                                        |                                                               |              |                |            |                            |                                                      |

f.f. = farbenführend, ansonsten farbentragend